# Lorna Shore
Lorna Shore – amerykański zespół deathcore'owy z hrabstwa Warren w stanie New Jersey.

## Historia
Zespół założony został w 2010 przez wokalistę Raya Meoniego, gitarzystów Aarona Browna i Jeffa Moskovciaka, basistę Gary'ego Herrerę i perkusistę Scotta Coopera. Jeszcze przed pierwszymi nagraniami z zespołu odszedł Meoni, a jego miejsce zajął Tom Barber. Przez pierwsze 3 lata działalności grupa wydała 2 minialbumy – Triumph w 2010 roku i Bone Kingdom w 2012. Nie przyniosły one dużej rozpoznawalności, a z oryginalnych członków zespołu został tylko Herrera. Dopiero trzeci EP Maleficium, który zajął 3 miejsce na iTunes Metal Chart zapewnił Lornie Shore rozgłos i został uznany za właściwy początek kariery.
Pierwszy album Psalms wydali 9 czerwca 2015 roku z pomocą Density Records. Po jego wypuszczeniu z zespołu odszedł Gary Herrera. W późniejszym czasie zespół podpisał kontrakt z Outerloop Records i 17 lutego 2017 do sprzedaży trafił ich drugi album Flesh Coffin.
W kwietniu 2018 roku Tom Barber ogłosił, że opuszcza Lorna Shore i dołącza do Chelsea Grin. Jego miejsce zajął CJ McCreery, który dotychczas był wokalistą w Signs of the Swarm. CJ wziął udział w nagraniach do albumu Immortal, jednak został wyrzucony z zespołu zanim wydano płytę. Przez to odwołane zostały koncerty w Azji, a na trasę europejską rolę wokalisty objął Will Ramos. Ostatecznie Ramos został oficjalnym wokalistą grupy i udzielił wokali na minialbumie ...And I Return to Nothingness, z którego pochodzi najpopularniejszy utwór zespołu, czyli To the Hellfire, który przez magazyn Loudwire został uznany za najlepszy metalowy utwór 2021 roku.
14 października 2022 roku został wydany czwarty album zespołu - Pain Remains, który spotkał się z pozytywnym odbiorem zarówno od fanów jak i krytyków. Jest to pierwszy album nagrany z udziałem basisty Michaela Yagera. 

## Muzycy
| Obecny skład zespołu - Adam De Micco – gitara prowadząca (od 2010), gitara rytmiczna (2011–2015, 2019), gitara basowa (2017–2021) - Austin Archey – perkusja (od 2012) - Andrew O’Connor – gitara rytmiczna (od 2019), gitara basowa (2019–2021) - Will Ramos – wokal (od 2021; koncerty 2020–2021) - Michael Yager – gitara basowa (od 2021) | Byli członkowie zespołu - Tom Barber – wokal (2010–2018) - Gary Herrera – gitara basowa (2010–2017) - Jeff Moskovciak – gitara rytmiczna (2010–2011) - Scott Cooper – perkusja (2010–2011) - Ray Meoni – wokal (2010) - Aaron Brown – gitara prowadząca (2010) - Connor Deffley – gitara rytmiczna (2015–2019), gitara basowa (2017–2019) - CJ McCreery – wokal (2018–2019) |

Oś czasu

## Dyskografia
Albumy studyjne
| Psalms                                   | - Data: 9 czerwca 2015 - Wydawca: Density             | 23 | —  |
| Flesh Coffin                             | - Data: 17 lutego 2017 - Wydawca: Outerloop           | 3  | —  |
| Immortal                                 | - Data: 31 stycznia 2020 - Wydawca: Century Media     | —  | 90 |
| Pain Remains                             | - Data: 14 października 2022 - Wydawca: Century Media | —  | 6  |
| I Feel the Everblack Festering Within Me | - Data: 12 września 2025 - Wydawca: Century Media     |    |    |
| "—" album nie był notowany.              |                                                       |    |    |

Minialbumy
| Tytuł                          | Dane dot. albumu                                  |
| ------------------------------ | ------------------------------------------------- |
| Triumph                        | - Data: 7 października 2010 - Wydawca: niezależny |
| Bone Kingdom                   | - Data: 16 lutego 2012 - Wydawca: niezależny      |
| Maleficium                     | - Data: 20 grudnia 2013 - Wydawca: niezależny     |
| ...And I Return to Nothingness | - Data: 13 sierpnia 2021 - Wydawca: Century Media |

## Teledyski
| Rok  | Tytuł                                                  | Album                                    | Reżyseria           |
| ---- | ------------------------------------------------------ | ---------------------------------------- | ------------------- |
| 2013 | "Godmaker"                                             | Maleficium                               | Dan Newman          |
| 2014 | "Cre(H)ate"                                            | Maleficium                               | Jeremy Tremp        |
| 2015 | "Grimoire"                                             | Psalms                                   | Jeremy Tremp        |
| 2015 | "From the Pale Mist"                                   | Psalms                                   | Nightmare Film Crew |
| 2017 | "Fvneral Moon"                                         | Flesh Coffin                             | Joey Durango        |
| 2017 | "Flesh Coffin"                                         | Flesh Coffin                             | Joey Durango        |
| 2018 | "This Is Hell"                                         | Immortal                                 | Joey Durango        |
| 2019 | "Immortal"                                             | Immortal                                 | Joey Durango        |
| 2019 | "Death Portrait"                                       | Immortal                                 | Brett Miller        |
| 2020 | "King ov Deception"                                    | Immortal                                 | Joey Durango        |
| 2021 | "To the Hellfire"                                      | ...And I Return To Nothingness           | Eric DiCarlo        |
| 2021 | "And I Return To Nothingness"                          | ...And I Return To Nothingness           | Joey Durango        |
| 2022 | "Sun//Eater"                                           | Pain Remains                             | Loki Films          |
| 2022 | "Into The Earth"                                       | Pain Remains                             | Norbert Crowfield   |
| 2022 | "Cursed To Die"                                        | Pain Remains                             | David Brodsky       |
| 2022 | "Pain Remains I: Dancing Like Flames"                  | Pain Remains                             | David Brodsky       |
| 2022 | "Pain Remains II: After All I've Done, I'll Disappear" | Pain Remains                             | David Brodsky       |
| 2022 | "Pain Remains III: In a Sea of Fire"                   | Pain Remains                             | David Brodsky       |
| 2023 | "Of The Abyss"                                         | ...And I Return To Nothingness           | Loki Films          |
| 2023 | "Welcome Back, O' Sleeping Dreamer"                    | Pain Remains                             | Eric Richter        |
| 2025 | "Oblivion"                                             | I Feel the Everblack Festering Within Me | Dylan Hryciuk       |